# Rani Rosius
Rani Rosius (Genk, 25 de abril de 2000) es una deportista belga que compite en atletismo, especialista en las carreras de velocidad. En los Juegos Europeos de Cracovia 2023 consiguió una medalla de plata en la prueba de 100 m.

## Palmarés internacional
| Juegos Europeos | Juegos Europeos   | Juegos Europeos  | Juegos Europeos |
| Año             | Lugar             | Medalla          | Prueba          |
| --------------- | ----------------- | ---------------- | --------------- |
| 2023            | Chorzów (Polonia) | Medalla de plata | 100 m           |